# Lucius Naevius Eleuther
Lucius Naevius Eleuther war ein antiker römischer Toreut, der in der römischen Kaiserzeit in Rom tätig war.
Lucius Naevius Eleuther ist heute nur noch von einer Grabinschrift für sich und seine Brüder Lucius Naevius Narcissus und Lucius Naevius Thesmus, ihre Familie und Freigelassene und ihren vormaligen Herrn und Besitzer Lucius Naevius Helenus bekannt, die in Rom gefunden wurde. In dieser werden sie als aerarii vascularius und Besitzer einer Werkstatt bezeichnet, waren also Hersteller von Bronzegefäßen. Möglicherweise waren sie zudem Händler solcher Gefäße. Sie erbten die Werkstatt von ihrem vormaligen Herrn. Eleuther ist einer von nur zwischen 30 und 40 inschriftlich-namentlich belegten antiken Toreuten. Ihm zuweisbare Werke sind nicht überliefert. Neben Naevius Eleuther und seinen Brüdern sind weitere Vertreter der Gens Naevius als Toreuten, allerdings in Kampanien und nicht in Rom, bekannt: neben dem bedeutendsten Vertreter Marcus Naevius Cerialis auch Marcus Naevius Felix, Naevius Sabinus und Lucius Lucius Naevius, Letzterer mit dem Cognomen Naevius. Die (aufgelöste) Inschrift lautet:

## Einzelbelege
1. ↑  CIL 6, 9138
2. ↑  abgesehen von Signaturstempeln auf toreutischen Erzeugnissen
3. ↑  https://tspace.library.utoronto.ca/bitstream/1807/106107/1/Cushing_Alex_202006_PhD_thesis.pdf

| Personendaten    | Personendaten                                  |
| ---------------- | ---------------------------------------------- |
| NAME             | Naevius Eleuther, Lucius                       |
| ALTERNATIVNAMEN  | Eleuther, Lucius Naevius; Naevius Eleuther, L. |
| KURZBESCHREIBUNG | antiker römischer Toreut oder Händler          |
| GEBURTSDATUM     | 1. Jahrhundert v. Chr. oder 1. Jahrhundert     |
| STERBEDATUM      | 1. Jahrhundert oder 2. Jahrhundert             |